# Jean-Louis Beydon
Répertoire
Chanson française
Jean-Louis Beydon, pianiste-accompagnateur spécialisé dans le répertoire de chanson française, directeur du conservatoire de Vanves (92), est né le 5 septembre 1950 à Paris et décédé le 11 octobre 2019 à Vanves. Il est l'arrière-petit-fils du côté maternel du peintre Georges Moreau de Tours et fils de Maurice Beydon, ancien directeur général de la société Philips France.

## Biographie
Jean-Louis Beydon commence l'apprentissage du piano chez Maïna Robur, vers l'âge de 6 ans. À l'âge 15 ans, afin de pouvoir jouer en orchestre, il lui préfère le saxophone. Petit à petit, il remporte les premiers prix des conservatoires parisiens qu'il fréquente. Considéré comme un des plus grands de sa génération et malgré ses études classiques, il fait de l'improvisation son terrain de jeu.
Par sa passion pour son métier et son envie de la transmettre, à 18 ans il enseigne pour la première fois au conservatoire de Vanves. À l'âge de 30 ans, il est nommé directeur du conservatoire d'Étréchy (un des plus jeunes directeurs de France) puis de Vanves.
Par la suite, en tant que directeur de conservatoire, Jean-Louis est un des premiers à introduire l'étude du jazz au sein des conservatoires français. 
Il forme aussi certains musiciens à l'accompagnement de chanson.
Au cours de sa carrière, il accompagne de nombreux chanteurs tels que Allain Leprest, Christelle Chollet dans (l'emPIAFée), Jacques Grillot, Marie Chasles (Brel en feux follets), Bernard Joyet, Marc Ogeret, Pierre Barouh, Henri Courseaux (Molière du meilleur comédien dans un second rôle en 2010), Bạch Yến (chanteuse vietnamienne célèbre), Ayumi Ishihara (chanteuse japonaise), Guy Rombaux (Leprest à l'improviste) , Yann Denis (C'est peut-être Leprest), Janick Bouchoucha (Une Femme en Chansons), Marie Leurent (Mots décroisés)  ou encore Marianne de Malakoff... mais aussi, "au pied-levé" ou de manière plus ponctuelle, Pierre Santini dans (J’aime Brecht), Claude Nougaro, Enzo Enzo, Cora Vaucaire, Kent, Sapho ou Juliette.
Il est nommé en juillet 2010, Chevalier de l'ordre des arts et des lettres.
Jean-Louis Beydon décède le 11 octobre 2019 à Vanves, sa ville de résidence, des suites de la maladie de Charcot.

## Discographie

### Albums en public
Allain Leprest, 

### Albums Studio
Marie Chasles, 

Yann Denis,   

## Pour approfondir